# 支美英
支美英（1934年2月—），女，原籍江苏阜宁，生于上海，中华人民共和国棉纺织技术与管理专家，曾任北京第三棉纺织厂厂长，中华全国妇女联合会常务委员，